# کارگاه

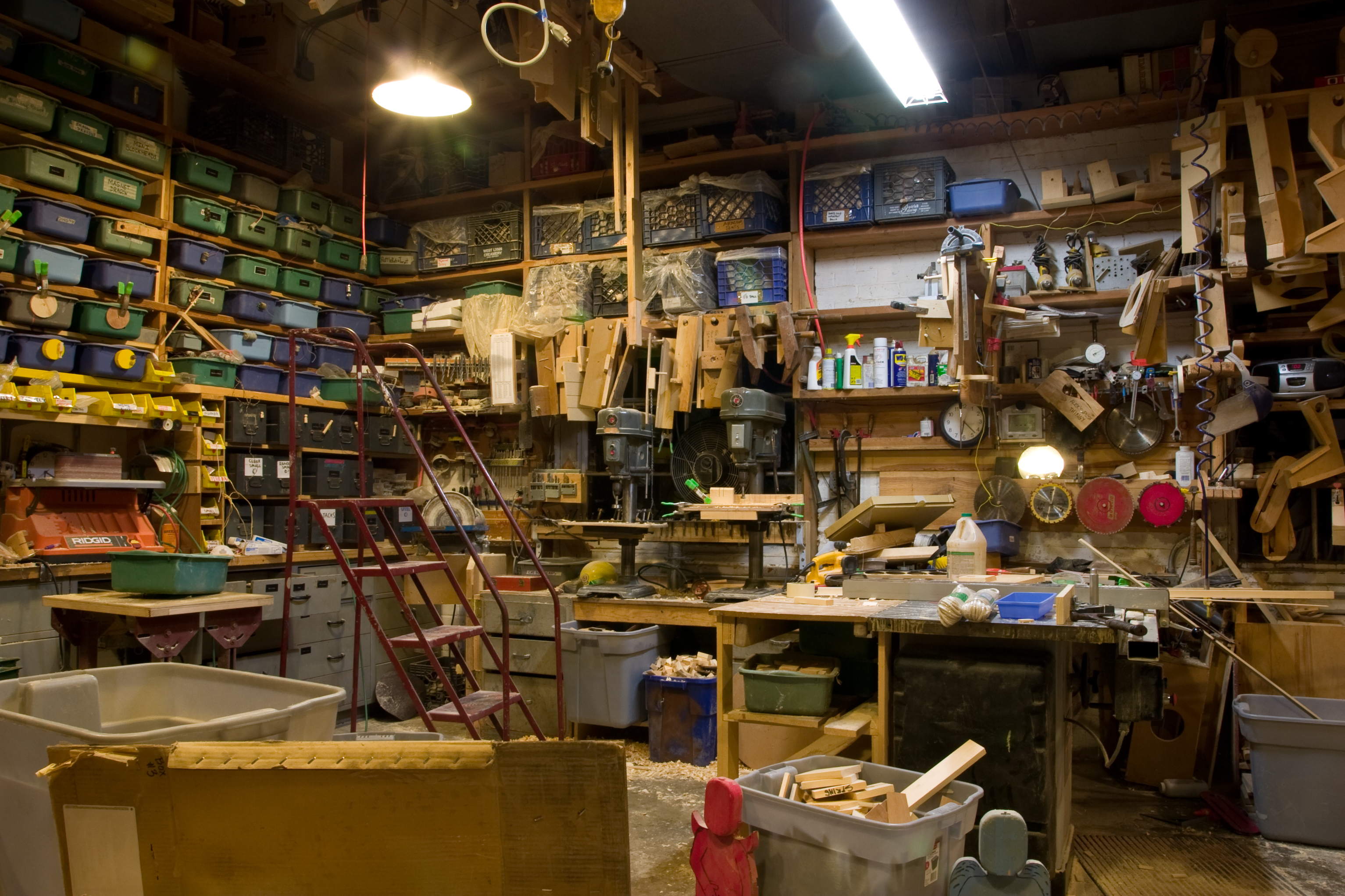
این موزه‌کارگاه با ابزار و وسایلش برای دهه‌ها مورد استفاده بود

کارگاه (به فرانسوی: Atelier) و (به انگلیسی: Workshop) در واژه به معنی جای انجام کار، اتاق یا ساختمانی است که هم فضا و هم ابزار (یا ماشین‌آلات) مورد نیاز برای ساخت یا تعمیر کالاهای ساخته‌شده را ارائه می‌دهد. صرف نظر از کارخانه‌های بزرگ، کارگاه‌ها تنها مکان‌های تولیدی در روزهای پیش از صنعتی‌شدن بودند.
از نظر حقوقی «کارگاه محلی است که کارگر به درخواست کارفرما یا نماینده او در آن‌جا کار می‌کند». برای نمونه می‌توان به موسسات صنعتی، کشاورزی، معدنی، ساختمانی، ترابری، مسافربری، خدماتی، تجاری، تولیدی، اماکن عمومی وامثال آن‌ها اشاره کرد.
گاه به محوطهٔ اجرای پروژه‌های ساختمانی و غیره نیز کارگاه گفته می‌شود.